# Katherine Anne Porter
Katherine Anne Porter (n. 15 mai 1890, Indian Creek⁠(d), Comitatul Brown, Texas, Texas, SUA – d. 18 septembrie 1980, Silver Spring⁠(d), comitatul Montgomery, Maryland, SUA) a fost o jurnalistă, eseistă, scriitoare, romancier și activist politic din Statele Unite ale Americii. Romanul ei Ship of Fools din 1962 a fost cel mai bine vândut roman din America în acel an, dar povestirile ei au primit mai multă recunoaștere din partea criticilor literari. Ea este cunoscută pentru înțelegerea ei pătrunzătoare; în operele ei literare se ocupă de teme întunecate, cum ar fi trădarea, moartea și originea răului uman.